# Cheng Hsi An
Cheng Hsi An o Zheng Xi An (1928- ) es un botánico chino, que ha trabajado extensamente en el «Instituto de Botánica», de la Academia China de las Ciencias.
- La abreviatura «C.H.An» se emplea para indicar a Cheng Hsi An como autoridad en la descripción y clasificación científica de los vegetales.[1]